# Albano Luisetto
Albano Luisetto (Padova, 30 settembre 1920 – Padova, 12 gennaio 1983) è stato un calciatore italiano, di ruolo portiere.

## Carriera
Cresce nella squadra della sua città, il Padova, vestendone la maglia in 147 gare nel corso di otto campionati compreso il campionato di guerra. Dopo aver giocato 28 partite in due campionati di Serie B tra il 1940 ed il 1941, passa all'Associazione Calcio Ferrara allenata da Paolo Mazza, dove disputa due tornei di Serie C. Rientrato a Padova è il titolare del campionato di guerra del 1944. Torna poi con la compagine patavina nel 1945, gioca tre campionati di Serie B sino al 1948 quando, promosso il Padova in Serie A, può esordire in massima serie. Infatti a 28 anni, il 28 settembre 1948, Luisetto gioca la sua prima partita in Serie A contro la Lazio in una gara vinta dal Padova per 2-0. L'anno successivo, dopo l'avvicendamento del suo mentore, l'allenatore Pietro Serantoni, con Béla Guttman si chiude la parabola veneta dell'ormai trentenne Luisetto che gioca una sola partita venendo sostituito dall'emergente Enzo Romano. Scende quindi nuovamente in Serie B, stavolta con il Siracusa dove resta per tre campionati e poi, pur rimanendo in Sicilia, disputa due campionati in IV Serie  con il Marsala per poi tornare nel Veneto all'Adriese ancora in IV Serie dove abbandona il calcio nel 1956.

## Palmarès

### Club

#### Competizioni nazionali
- Serie B: 1

Padova: 1947-1948